# 布里夫拉盖亚尔德区
布里夫拉盖亚尔德区（法語：arrondissement de Brive-la-Gaillarde）是法国科雷兹省所辖的一个区。总面积1471.2平方公里，总人口128327，人口密度87人/平方公里（2018年）。主要城镇为布里夫拉盖亚尔德。

## 辖区
布里夫拉盖亚尔德区辖有96个市镇。